# Сайдал, Мэтт
Меттью Джозеф Корклан (англ. Matthew Joseph Korklan, род. 19 марта 1983, Сент-Луис, Миссури) — американский рестлер, известный под именем Мэтт Сайдал (англ. Matt Sydal). В настоящее время выступает в All Elite Wrestling (AEW).
До подписания контракта с AEW Сайдал выступал в WWE под именем Эван Борн (англ. Evan Bourne) и был однократным командным чемпионом WWE вместе с Кофи Кингстоном. Сайдал также известен по выступлениям в Impact Wrestling и в Ring of Honor (ROH). Он также выступал в New Japan Pro-Wrestling (NJPW), где он является бывшим двукратным командным чемпионом IWGP в полутяжёлом весе.
В 2008 году он был назван лучшим летающим рестлером по версии Wrestling Observer Newsletter.

## Личная жизнь
23 сентября 2016 года Корклан был арестован в международном аэропорту Кансай по подозрению в контрабанде марихуаны. По данным местных властей, у Корклана было 2,12 грамма жидкой марихуаны, спрятанной в электронной сигарете. Корклан был осужден в Осаке 13 октября. 1 декабря стало известно, что Корклан признал себя виновным в предъявленных обвинениях и согласился на три года испытательного срока в качестве наказания. После вынесения приговора на следующей неделе Корклан был освобожден из тюрьмы и 12 декабря вернулся в США.

## Титулы и достижения
- The Baltimore Sun
  - Новичок года (2008)[5]
- Dragon Gate
  - Чемпион Open the Brave Gate (1 раз)[6]
- Impact Wrestling
  - Гранд-чемпион Impact (1 раз)
  - Чемпион икс-дивизиона Impact (1 раз)[7]
  - Sony SIX X Division Invitational Trophy (2017)[8]
- Independent Wrestling Association Mid-South
  - Чемпион IWA Mid-South в полутяжёлом весе (1 раз)[9]
  - Ted Petty Invitational (2005)[10]
- Israeli Pro Wrestling Association
  - Чемпион IPWA в тяжёлом весе (1 раз)
- New Japan Pro-Wrestling
  - Командный чемпион IWGP в полутяжёлом весе (2 раза) — с Рикошетом[11]
  - Командный чемпион 6-и человек NEVER в открытом весе (1 раз) — с Рикошетом и Сатоси Кодзимой[12]
  - Super Jr. Tag Tournament (2015) — с Рикошетом[13]
- NWA Midwest
  - Чемпион икс-дивизиона NWA Midwest (2 раза)[14]
- Ohio Valley Wrestling
  - Чемпион OVW в тяжёлом весе (1 раз)[15]
- Pro Wrestling Fit
  - Чемпионат «Властелин мира» PWF (1 раз)[16]
- Pro Wrestling Illustrated
  - № 63 в топ 500 рестлеров в рейтинге PWI 500 в 2009 и 2010[17][18]
- Ring of Honor
  - Командный чемпион мира ROH (1 раз) — с Кристофером Дэниелсом[19]
- SoCal Uncensored
  - Матч года (2016) с Рикошетом и Уиллом Оспреем против Адама Коула и «Янг Бакс» (Мэтт Джексон и Ник Джексон) 3 сентября[20]
- World Wrestling Entertainment/WWE
  - Командный чемпион WWE (1 раз) — с Кофи Кингстоном[21]
  - Slammy Award (1 раз)
    - Завершающий приём года (2008) — Air Bourne[22]
- Wrestling Observer Newsletter
  - Лучший летающий рестлер (2008)[23]
  - Лучший приём в рестлинге (2008) Shooting star press[23]
  - Самый недооцененный (2009)[23]